# Национальная революция

Эмблема главы Французского государства, с девизом Travail, Famille, Patrie («Труд, Семья, Отечество»). Топор-франциска был личной эмблемой Петена, но также использовался в качестве неформальной эмблемы режима в официальных документах.

«Национальная революция» (фр. Révolution nationale; французское произношение: [ʁevɔlysjɔ̃ nɑsjɔnal]) ―  идеологическое обозначение программы преобразований режима Виши во главе с маршалом Филиппом Петеном, которая была провозглашена в июле 1940 года, после подписания Компьенского перемирия.
Поражение дало маршалу и его сторонникам возможность коренным образом преобразовать французское общество. Отмена республиканских институтов, осуждение либерального капитализма и отрицание прав человека составили основу «Национальной революции». Идеологию нового режима могут охарактеризовать несколько следующих основных пунктов: национализм; коллективизм; антиэгалитаризм; антиинтеллектуализм; недоверие к индустриализации; призыв к единению нации посредством традиционализма (что нашло отражение в девизе Французского государства ― «Труд, семья, Отечество»).
Режим Петена также характеризовался антипарламентаризмом, неприятием конституционного разделения властей, культом личности, ксенофобией, антисемитизмом, социальным консерватизмом, корпоративизмом, антимодернизмом и декларациями о необходимости преодоления конфликтов ради классового сотрудничества. Несмотря на своё название, данный идеологический проект был скорее реакционным, чем революционным, поскольку он выступал против большинства социальных изменений, реализованных во время Третьей Французской республики.
Правительство Петена приняло ряд репрессивных мер против «нежелательных лиц»: евреев, «метэков» (иммигрантов), масонов и коммунистов. Преследование этих четырёх групп было идеологически обосновано концепцией Шарля Морраса об «Антифранции» или «внутренних иностранцах», к которым он относил «четыре союзные друг другу группы: протестанты, евреи, масоны и иностранцы». Режим также преследовал цыган, гомосексуалистов и левых активистов. Режим Виши подражал расовой политике нацистской Германии, а также проводил политику поощрения рождаемости, направленную на возрождение «французской расы», хотя и все эти мероприятия по своему масштабу и содержанию не стояли близко с программой евгеники, которую осуществляли нацисты. Не последнее место в идеологии Виши занимала поддержка любительского спорта, который противопоставлялся профессиональному.

## Идеология

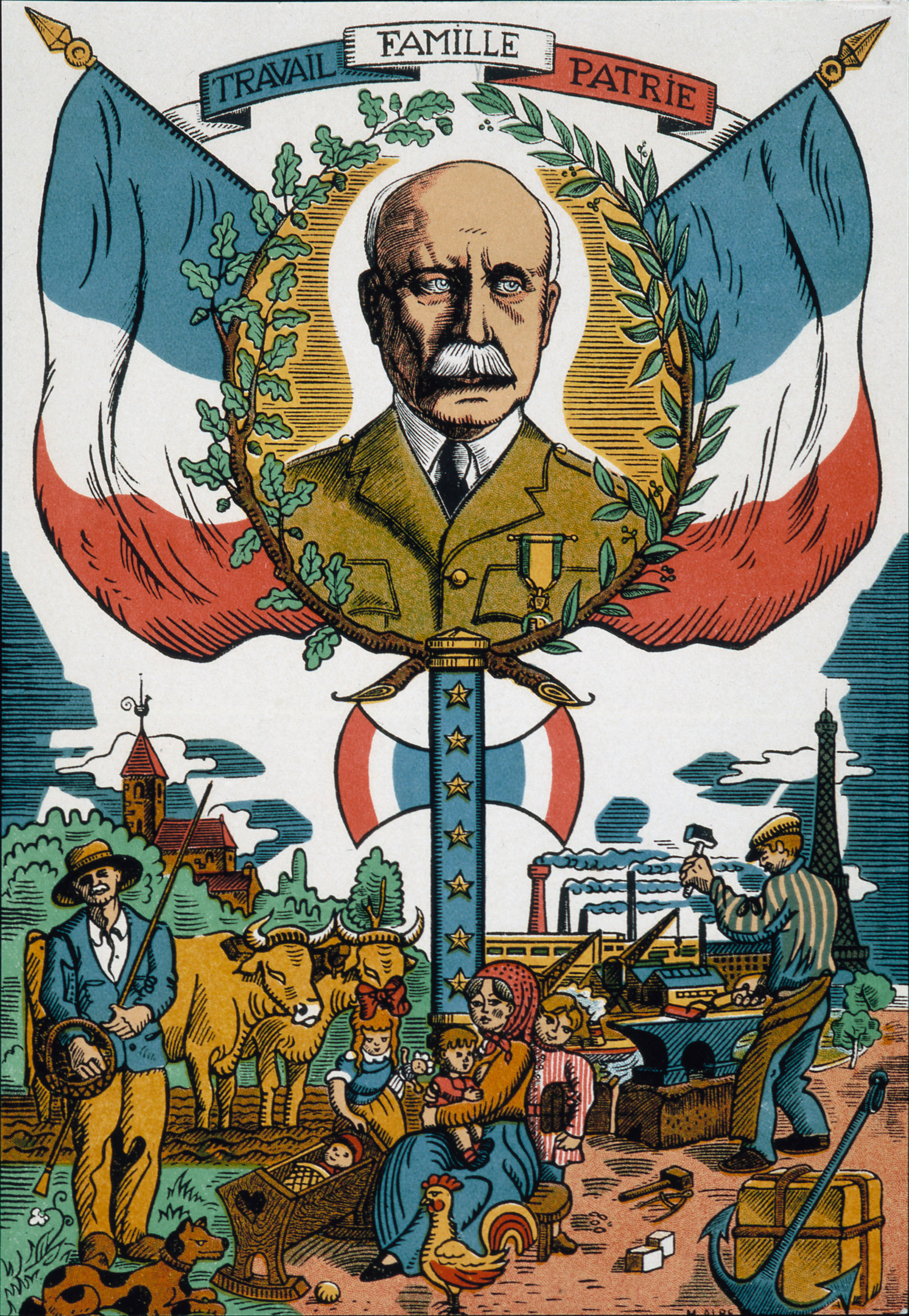
Плакат, пропагандирующий культ личности Филиппа Петена, 1942 год.

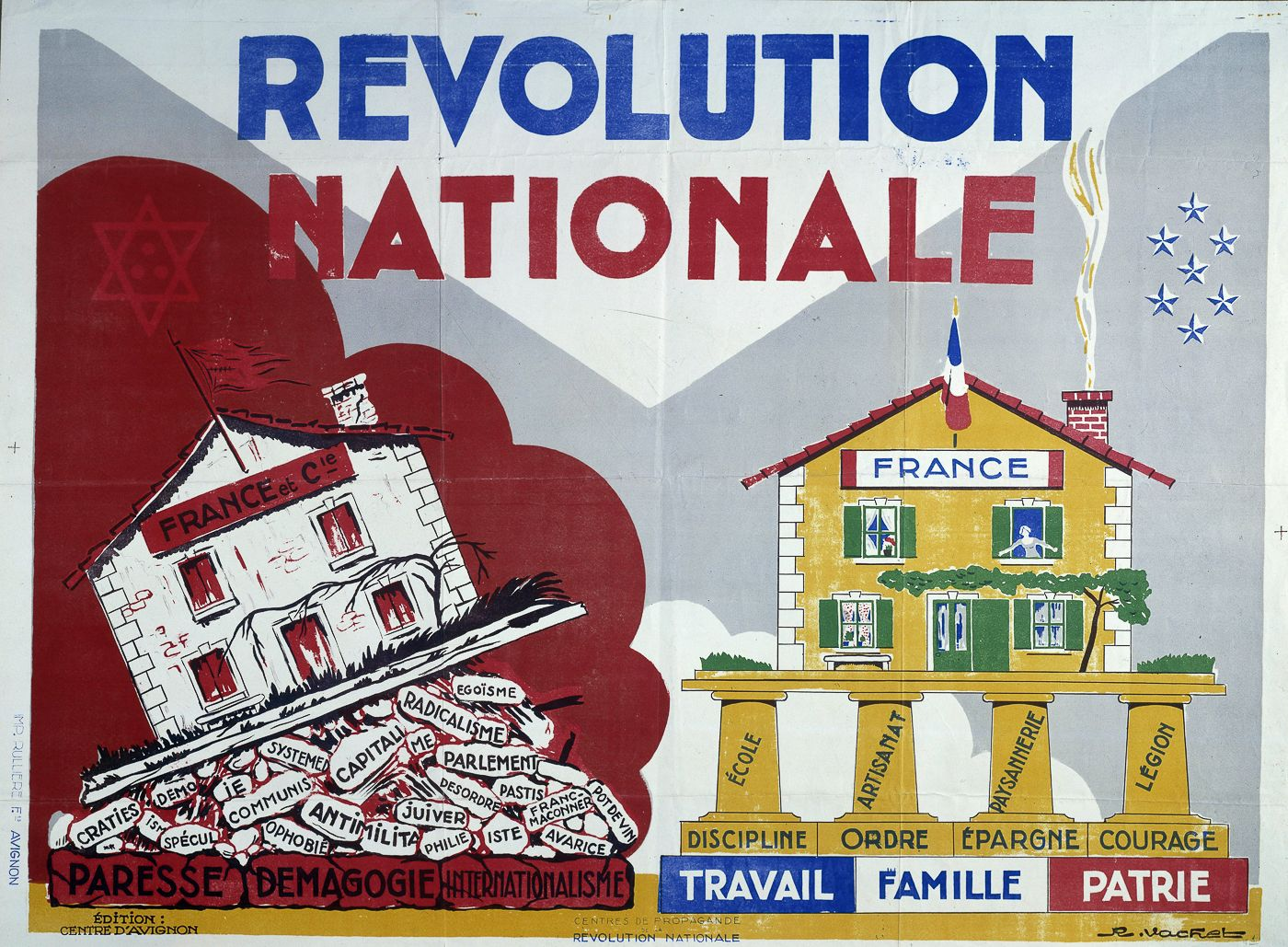
Плакат Виши, сравнивающий прочность «дома», построенного на принципах Национальной революции, с прочностью дома, основанного на «лени», «демагогии» и «интернационализме»

Официальная идеология Французского государства включала в себя адаптированные элементы идейной базы французских ультраправых (к которым относились монархисты и интегралисты Шарля Морраса). Идеология и практика вишистов родилась в ходе кризиса, порождённого в результате поражения Франции. Она характеризовалась следующими отличительными чертами:
- Слияние законодательной и исполнительной власти: конституционные законы[4], разработанные маршалом Петеном 11 июля 1940 года, давали ему «больше власти, чем была у Людовика XIV» (со слов Анри дю Мулена де Лабартета, эта оценка принадлежит самому Петену). Маршал, помимо прочего, получил право разрабатывать новую конституцию.
- Антипарламентаризм и отказ от многопартийности в пользу однопартийной системы.
- Культ личности: образ маршала Петена изображался на монетах и марках, его рисовали на стенах или представляли в скульптурах. Песня в его честь ― Maréchal, nous voilà ! ― стала неофициальным государственным гимном. Всячески превозносилась идея преданности маршалу и необходимость подчинения своему начальству.
- Корпоративизм и введение трудовой хартии. Подавление профсоюзов, на смену которым пришли корпорации, организованными по отраслям производства, а также отмена права на забастовку.
- Стигматизация тех, кого считали ответственными за военное поражение. Особенный накал страстей здесь выразился во время Риомского процесса (1942―1943 гг.). В качестве обвиняемых выдвигались политические деятели Третьей республики, особенно представители Народного фронта (и это несмотря на то, что левое правительство Леона Блюма начало подготовку Франции к войне). В предательстве национальных интересов винили также коммунистов и евреев. В число конкретных лиц, которым было предъявлено официальное обвинение, вошли Леон Блюм, Эдуард Даладье, Поль Рейно, Жорж Мандель и Морис Гамелен.
- Антисемитизм. Евреи, как граждане Франции, так и неграждане, исключались из французской нации. Им запрещалось устраиваться на государственную службу. Первый Статут о евреях был обнародован 3 октября 1940 года. Тысячи натурализованных евреев были лишены гражданства. Всем евреям было предписано носить жёлтый значок. Система Numerus Clausus резко ограничила их присутствие в университете, а также среди врачей, юристов, режиссёров, банкиров или мелких торговцев. Вскоре список запрещённых работ значительно расширился. Менее чем за год более половины представителей еврейского населения Франции были лишены каких-либо средств к существованию[5]. Сначала евреи-иностранцы, а затем и все остальные евреи были сначала заключены в концентрационные лагеря во Франции, а после были депортированы в лагерь для интернированных Дранси, откуда их впоследствии отправили в нацистские концентрационные лагеря.
- «Органицизм» и отказ от классового конфликта в пользу сотрудничества.
- Традиционализм. Республиканский девиз «Свобода, равенство, братство» («Liberté, Egalité, Fraternité») был заменен консервативным девизом «Труд, семья, Отечество» («Travail, Famille, Patrie»).
- Культурный антимодернизм, нивелирование социального превосходства интеллектуальной и городской элиты. Программа деурбанизации под названием «назад к земле» (которая, впрочем, убедила вернуться из городов в деревню не более 1 500 человек[6]).

Эта политика не была прямо навязана Франции со стороны руководства Германии. Правительство Виши проводила её добровольно в рамках Национальной революции, а Германия вообще сравнительно мало вмешивалась во внутренние дела Франции в течение первых двух лет после перемирия, покуда вишисты справлялись с поддержанием общественного порядка. Нацисты с подозрением относились к тем аспектам идеологии Национальной революции, которые обращались к французскому патриотизму. Оккупационная администрация на севере страны запрещала ветеранам Виши и официальным молодёжным организациям посещать оккупированную зону.

## Общественная поддержка
Идеология Национальной революции особенно привлекала три группы людей. Петенисты поддерживали лично маршала Петена, считавшегося в то время героем битвы при Вердене. Умеренные коллаборационисты (collaborateurs) выступали за сотрудничество с нацистской Германией, но руководствовались преимущественно оппортунистическими, а не идейными соображениями. Радикальные коллаборационисты (collaborationistes) были сторонниками французского фашизма.
При этом сторонники сотрудничества с нацистами не обязательно были сторонниками Национальной революции, и наоборот. Пьер Лаваль, к примеру, был коллаборационистом, но скептически относился к идейной стороне Национальной революции, в то время как другие, такие как Максим Вейган, выступали против сотрудничества с Германией, но при этом поддерживали Национальную революцию, считая, что только обновлённая Франция сможет отомстить немцам за своё поражение.
Тех, кто поддерживал идеологию Национальной революции, а не личность самого Петена, можно, в свою очередь, также разделить на три большие группы: во-первых, это были контрреволюционеры и реакционеры; во-вторых, сторонники французского фашизма; в третьих ― реформаторы, которые увидели в новом режиме возможность обновления системы государственной власти. К последнему течению также относились такие оппортунисты, как, к примеру, журналист Жан Люшер, который увидел в новом режиме карьерные перспективы для себя.
- «Реакционеры», в строгом смысле этого слова, были всеми теми, кто мечтал вернуться к «былым временам», при этом и среди них не было согласия, к каким именно:

1. до 1936 года и правления Народного фронта;
2. до 1870 года и учреждения Третьей республики;
3. или даже к старому порядку до революции 1789 года

Все они, однако, были представителями контрреволюционного течения французских ультраправых. Наиболее старшими из них были легитимисты и монархисты из Французского действия (AF). Их настроения хорошо отражает восклицание Шарля Морраса по поводу распада республики: «Какой божественный сюрприз!». Хотя при этом режим Виши также получил поддержку со стороны широких слоёв либерально настроенных орлеанистов и, в частности, их рупора, газеты Le Temps.
- Сторонники «французского фашизма» критиковали режим Виши и Морраса за то, что те не желали национал-социализма для Франции[8]. Они выступали против конкретных проявлений традиционалистской составляющей режима, в частности, против клерикализма или «наивного скаутского движения». Однако они всё же считали, что Национальная революция готовит «возрождение» французского общества. Фашисты были самыми радикальными коллаборационистами. К такому крылу сторонников Виши относились Марсель Деа и его Народное национальное объединение (RNP), Жак Дорио и его Французская народная партия (PPF), Эме-Жозеф Дарнан и его Служители ордена легионеров (SOL), Марсель Бюкар и его Франсистская партия (первоначально финансируемая Бенито Муссолини), а также члены террористической группы Кагуль, финансируемой Эженом Шуэлером (основателем косметической группы L'Oréal). Некоторые причисляют к этой же группе писателей Робера Бразийяка, Луи-Фердинанда Селина или Пьера Дриё ла Рошеля и Филиппа Анрио, который вёл программу на Радио Париж.
- Реформаторы, которые желали проводить новую социальную и экономическую политику, играли важную роль во французской политике ещё в межвоенный период. Среди них были «нонконформисты 1930-х годов», христианско-демократические персоналисты, неосоциалисты, «планисты», «младотурки» из Радикальной социалистической партии, технократы (Groupe X-Crise) и т. д. Одновременно из этих кругов вышли и многие борцы Сопротивления. Большинство из них не были принципиальными антидемократами, они только утверждали, что были вынуждены действовать в рамках, установленных режимом Виши. Среди них многие были простыми оппортунисты, желавшими быстро сделать себе карьеру. Они предлагали самые разные и зачастую противоречивые рецепт для политических реформ: коммунализм, введение кооперативов или корпораций, «возвращение к земле», плановую экономику, правление технократов и т. д. Среди конкретных представителей здесь стоит выделить Рене Белена, министра производства и труда, Люсьена Ромье, Жерара Барде, члена X-Crise Пьера Пушё, Франсуа Леидё, Ив Бутилье, Жака Барно. Реформаторы группировались вокруг Школы государственных служащих в Урьяже (École des cadres d'Uriage), на основе которой после войны был образована Национальная школа администрации (ENA) ― элитный университет, давший Франции множество государственных деятелей.

Но в целом и общем сторонников режима Виши было меньшинство. Хотя правительство изначально получило существенную поддержку со стороны тех, кто был рад окончанию войны и ожидал, что Великобритания вскоре сдастся, а Петен оставался лично популярен и во время войны, к поздней осени 1940 года большинство французов уже стали надеяться на победу Великобритании и выступали против сотрудничества с Германией.

## Эволюция режима
С 1940 по 1942 год идеология Национальной революции активно продвигалась традиционалистским и технократическим правительством Виши. Когда в мае 1942 года Пьер Лаваль (бывший социалист и республиканец) стал главой правительства, идеи Национальной революции постепенно отошли на второй план, а на первый план стали выдвигаться идеи сотрудничества с Германией.

## Евгеника
В 1941 году лауреат Нобелевской премии Алексис Каррель, который был одним из первых сторонников евгеники и эвтаназии и состоял во Французской народной партии Жака Дорио (PPF), продолжал выступать за создание Французского фонда исследований проблем человека (Fondation Française pour l’Etude des Problèmes Humains), используя свои связи с кабинетом Петена (в частности, с Андре Гро и Жаком Менетрие). Фонд, направленный на «изучение всех аспектов мер по защите, улучшение и развитие французского населения во всей его жизни» был учреждён указом маршала в 1941 году, а Каррель был назначен его «регентом».

## Политика в области спорта
Политика Виши в отношении спорта основывалась на взглядах Жоржа Эбера (1875—1957), который осуждал профессиональные и зрелищные соревнования, и, как и Пьер де Кубертен, основатель Олимпийских игр, был сторонником дилетантства в спорте. Спортивная политика Виши преследовала моральную цель «восстановления нации». Она противоречила спортивной политике Лео Лагранжа во времена Народного фронта и особенно противилась организации профессионального спорта, идеи которого во Францию были привнесены из Соединённого Королевства. Молодёжь объединялась в различных ассоциаций и федерации, как это было в Гитлерюгенде или в Балилле при Муссолини.
7 августа 1940 года был создан Комиссариат общего и спортивного образования (Commissariat Général à l’Education Générale et Sportive). Во главе комитете стояли трое организаторов:
- Жан Ибарнегарай, президент и основатель Французской и Международной федераций баскской пелоты, депутат парламента и член Французской социальной партии (PSF) Франсуа де ля Рок. Ибарнегарай был впервые назначен государственным министром в мае 1940 года, а затем был государственным секретарём с июня по сентябрь 1940 года.
- Жан Боротра, бывший теннисист (входил в группу «Четырёх мушкетеров»), а также член PSF. Первый генеральный комиссар по спорту с августа 1940 по апрель 1942 года.
- Полковник Жозеф Паскот, бывший чемпион по регби, спортивный директор Боротры, а затем второй генеральный комиссар по спорту с апреля 1942 по июль 1944 года.

В октябре 1940 года два генеральных комиссара запретили участие на профессиональном уровне в двух федерациях (теннис и борьба), в то время как разрешили трёхлетнюю отсрочку для четырёх других федераций (футбол, велоспорт, бокс и баскская пелота). Они запретили соревнования женщин по велоспорту и по футболу. Кроме того, они отобрали имущество у по крайней мере четырёх федераций объединённого спорта (регбилиг, настольный теннис, жё-де-пом и бадминтон) и одной федерации мультиспорта (FSGT). В апреле 1942 года они сверх запретили деятельность мультиспортивных федераций UFOLEP и USEP, а также конфисковали их имущество, которое должно было быть затем передано «Национальному совету спорта».

## Молодёжная политика
Для молодёжи были созданы Трудовые лагеря французской молодёжи, участие в которых было принудительным. Воспитатели лагерей набирались из французских военных, и многие из них сотрудничали с Сопротивлением.